# KUJIRA
KUJIRA（くじら、12月13日 - ）は、日本の漫画家。栃木県出身。

## 来歴
2000年、『マンガ・エロティクス』（太田出版）Vol.6に掲載された「チョコレイト」でデビュー。ティーンズラブ、ヤング・レディースなどの作品を発表している。

## 作品リスト

### 漫画作品

#### 連載
- GIRL×GIRL×BOY 乙女の祈り（『COMIC SEED!』2007年11月号 - 2008年3月号）※乙女の祈りの改題・続編
- ネコナデ（『まんがくらぶ』2008年7月号 - 2008年12月号） - メディアミックスによる漫画化。原作は永森裕二
- ワールドエンドゲーム（『FEEL YOUNG』2009年2月号 - 2009年8月号）
- ちよこチョコレート〜chocolat de Dieu〜（『FEEL YOUNG』2009年12月号 - 2010年8月号）
- よっつの季節（『コーラス』2010年4月号 - 2010年10月号）
- ヤマビヨリ（『Webスピカ』2011年2月号 - 2011年9月号）
- 金木犀にさようなら（『Citron』（リブレ出版）Vol.12（2012年1月発売） - VOL.17（2012年11月発売））
- てのひらのパン（『comicスピカ』No.6（2012年3月発売） - No.19（2013年4月発売））
- ガールズノート（『ミラクルジャンプ』2014年7月号 - 2015年9月号）
- さくちゃんとのぞみくん（『月刊シルフ』2017年1月号 - 『pixivシルフ』2017年11月30日）
- やさしい針（『COMIC ポラリス』2013年5月16日 - 2014年12月4日）
- あたたかな針（『オフィスユー』2015年1月号 - 2016年6月号）※やさしい針の改題・続編
- 万歳！-MANZAI-（『スピネル』2016年4月1日 - 2017年12月8日）
- ホンノウスイッチ（『comic tint』vol.3（2018年6月） - vol.48（2022年4月））※榎本・さち編を含む
- 世界の終わりと魔女の恋（『COMIC it』2018年10月25日 - 2020年10月16日）
- ハグ キス ハグ（『comic tint』vol.54（2022年10月） - 連載中）
- 恋をする日のランジェリー（『Kiss』2024年1月号 - 連載中）

#### 読み切り
- チョコレイト（『マンガ・エロティクス』2000年Vol.6） - デビュー作。『なんどもなんども恋をする』に収録
- シンドローム（『エルティーンコミック』2002年12月号） - 『なんどもなんども恋をする』に収録
- Strawberry Mocha（『エルティーンコミック』2003年4月号） - 『なんどもなんども恋をする』に収録
- となりのひと（『THEデザート』2003年6月号） - 『群青世界』に収録
- ヒリヒリ（『エルティーンコミック』2003年8月号） - 『なんどもなんども恋をする』に収録
- 1R〜恋人たちの部屋〜 Room.1（『THEデザート』2003年9月号） - 『群青世界』に収録
- ふつうの日々（『COMIC MIU』2003年12月号） - 『こぼれるくちづけ』に収録
- 1R〜恋人たちの部屋〜 Room.2（『THEデザート』2004年2月号） - 『群青世界』に収録
- 窓辺のきみ（『恋愛よみきりMAX』2004年Vol.2） - 『もどかしき恋の日々』に収録
- 星は見えない（『誰にも言えないマル秘 卒業』松文館、2004年3月） - 『なんどもなんども恋をする』に収録
- 夜とコンビニ（『恋愛よみきりMAX』2004年Vol.3） - 『もどかしき恋の日々』に収録
- 花咲くタネ（『誰にも言えないマル秘 禁断の恋II』松文館、2004年6月） - 『なんどもなんども恋をする』に収録
- なんどもなんども恋をする（『誰にも言えないマル秘 浮気する女される女』松文館、2004年8月） - 『なんどもなんども恋をする』に収録
- こぼれるくちづけ（『恋愛よみきりMAX』2004年Vol.6） - 『こぼれるくちづけ』に収録
- 恋愛の本能（『恋愛よみきりMAX』2005年Vol.7） - 『もどかしき恋の日々』に収録
- 空気みたい（『恋愛よみきりMAX』2005年Vol.9） - 『もどかしき恋の日々』に収録
- 夏休みが終わる（『恋愛よみきりMAX』2005年Vol.10） - 『こぼれるくちづけ』に収録
- ストリップ・ジャンキー（『ぜったいドキドキする本当にあったナイショの恋とH』講談社 〈デザートコミックス〉 2005年）
- 明日もそばにいて（『恋愛よみきりMAX』2005年9月号） - 『もどかしき恋の日々』に収録
- まるであたしは猫のよう（『恋愛よみきりMAX』2005年11月号） - 『もどかしき恋の日々』に収録
- キモチイイ（『恋愛よみきりMAX』2006年1月号）
- キミのまなざし（『恋愛よみきりMAX』2006年2月号） - 『こぼれるくちづけ』に収録
- 嘘からはじまる（『恋愛よみきりMAX』2006年3月号） - 『こぼれるくちづけ』に収録
- 本能のまま（『恋愛よみきりMAX』2006年4月号）
- 乙女の祈り（『コミックハイ!』2007年5月号） - 後、『コミックハイ!』2007年VOL.25とvol.28に「GIRL×GIRL×BOY 乙女の祈り」と改題し掲載。さらに、『COMIC SEED!』へ移籍して連載、単行本化。
- クーポンの王子様（『THEデザート』2007年6月号） - 『群青世界』に収録
- 思春期すぎて大人になって（『漫革』2007年Vol.59（8月発売））
- クスリユビ物語（『コーラス』2009年6月号）
- あなたとわたし（『FEEL YOUNG』2011年1月号）
- ボーイズ クライド（『ガールズジャンプ』2011年1月25日号）
- ダメダメな君と（『FEEL YOUNG』2011年3月号）
- マボロシカノジョ（『ジャンプ改』2011年Vol.2（7月発売））
- ハラペコ失恋物語（『comicスピカ』2011年No.1（10月発売））
- わたしとお嬢様（『COMICすもも』2011年Vol.9（12月発売））
- 愛の作用（『ミステリーボニータ』2012年6月号） - 原作は星新一。『コミック☆星新一 親しげな悪魔』（秋田書店、2012年）に収録
- …まだ、途中（『週刊ヤングジャンプ』2012年第43号）
- シアワセサガシ（『Eleganceイブ』2018年5月号）

### エッセイ、イラストその他
- まんがに歴史あり（『コーラス』2009年1月号） - 『GIRL×GIRL×BOY 乙女の祈り』のインタビュー、イラスト
- 猫特集（『FEEL YOUNG』2009年1月号）
- まんが家リレーエッセイ（『ミステリーボニータ』2010年5月号）
- 同人誌『We Love Mow Mow』への寄稿[4][5] - 口蹄疫被害を受けた合同チャリティー同人誌への参加
- 山中ヒコと私（『on BLUE』祥伝社、2010-2011 WInter、Vol.1（2010年12月発売））
- ガール!ガール!ガールズ!（文庫版）（著：宮下恵茉、『ポプラ文庫ピュアフル』ポプラ社、（2012年1月発売））

### 書籍
- 『なんどもなんども恋をする』松文館 〈ダイヤモンドコミックス〉 2005年 - 初単行本
  - （新装版）一迅社 〈IDコミックス〉 2010年
- 『セカンドストリップ』講談社 〈デザートコミックス〉 2006年
  - （新装版）一迅社 〈IDコミックス〉 2010年
- 『もどかしき恋の日々』松文館 〈ガールズポップコレクション〉 2006年
  - （新装版）一迅社 〈IDコミックス〉 2010年
- 『GIRL×GIRL×BOY 乙女の祈り』双葉社 〈アクションコミックス〉 2008年
- 『ネコナデ』竹書房 〈バンブーコミックス〉 2008年 - 原作は永森裕二
- 『こぼれるくちづけ』松文館 〈ガールズポップコレクション〉 2008年
- 『ワールドエンドゲーム』祥伝社 〈フィールコミックス〉 2009年
- 『群青世界』一迅社 〈IDコミックス〉 2010年
- 『よっつの季節』集英社、2010年
- 『ちよこチョコレート』祥伝社 〈フィールコミックス〉 2010年
- 『ヤマビヨリ』幻冬舎 〈バーズコミックスデラックス〉 2011年
- 『てのひらのパン』幻冬舎コミックス 〈バーズコミックス スピカコレクション〉 2012年
- 『金木犀にさようなら』リブレ出版 〈シトロンコミックス〉 2012年
- 『やさしい針』ほるぷ出版 〈ポラリスコミックス〉 2013年
- 『あたたかな針』集英社 〈オフィスユーコミックス〉 2015年
- 『ガールズノート』集英社 〈ヤングジャンプコミックス〉 2015年
- 『さくちゃんとのぞみくん』KADOKAWA 〈it コミックス〉 2017年
- 『万歳! -MANZAI-』集英社 〈アイズコミックス〉 2017年
- 『世界の終わりと魔女の恋』KADOKAWA 〈it COMICS〉 2019年 - 2020年
- 『ホンノウスイッチ』講談社 〈BE LOVE KC〉 2020年 - 2022年
- 『ハグ キス ハグ』講談社 〈BE LOVE KC〉 2023年 - 刊行中
- 『恋をする日のランジェリー』講談社 〈KC KISS〉 2024年 - 刊行中